# Velocitat de tall

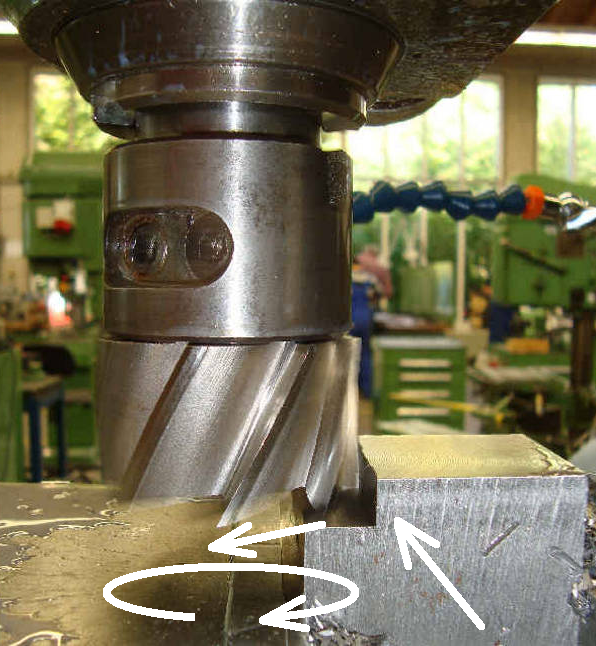
En una fresadora.

Es defineix com velocitat de tall (Vc) la velocitat lineal de la perifèria d'una eina de tall acoblada a una màquina eina (el fresolí en una fresadora, la broca en una màquina de foradar, el disc de serrar en una serra de disc...) o, en el cas d'un torn, la velocitat lineal del diàmetre més gran que estigui en contacte amb l'eina a la peça que s'estigui mecanitzant.

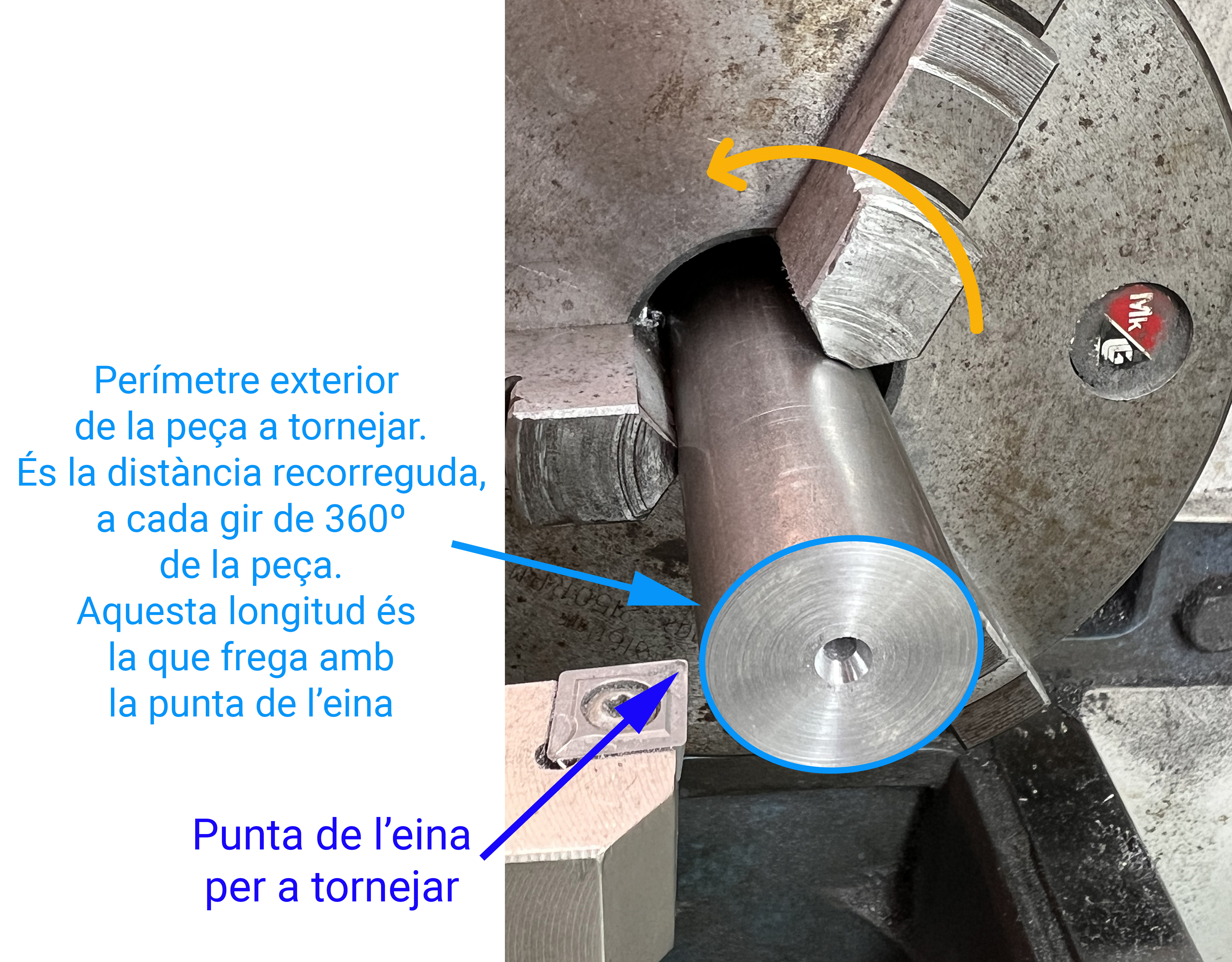
Velocitat de tall en el torn.

El més usual és que, a les màquines eina, l'eina o la peça girin de manera circular, per la qual cosa, en aquests casos, la velocitat de tall està íntimament lligada amb les RPM en què gira el capçal, és el cas de la fresadora, torn, màquina de foradar... La velocitat de tall també està directament relacionada amb el diàmetre de l'eina (el fresolí en la fresadora, la broca en la màquina de foradar o en el diàmetre de la peça en el cas del torn). També es pot donar el cas que el recorregut de l'eina sigui lineal i no circular, és el cas de la llimadora o de la serra de cinta.
Normalment, s'expressa en metres × minut (m/min) o en peus × minut (ft/min)
L'elecció de la velocitat de tall correcta ve determinada per:
- Material de l'eina (acer, acer ràpid al cobalt, metall dur...)
- Característiques de l'eina (forma, angles, nombre de talls...)
- Material a mecanitzar (metall, plàstic, fusta...)
- Duresa del material a mecanitzar
- Característiques de la màquina eina (potència, possibilitat d'addicionar fluid de tall...)

La velocitat de tall adequada l'ha de facilitar el fabricant de l'eina de tall. Si l'eina permet mecanitzar diferents materials cal que hi inclogui una taula especificant quines són en funció dels materials a mecanitzar. Els fabricants les determinen mitjançant fórmules, força de les quals tenen en consideració la duresa dels materials, tot i que també solen dur a terme assajos experimentals. No s'aplica la mateixa velocitat de tall si es mecanitza un acer tou que un acer inoxidable o un acer dur.
Per determinar la velocitat de tall optimitzada també cal considerar les característiques de la màquina i l'ús de fluids de tall. Una velocitat de tall elevada permet realitzar el mecanitzat en menys temps, però accelera el desgast de l'eina.

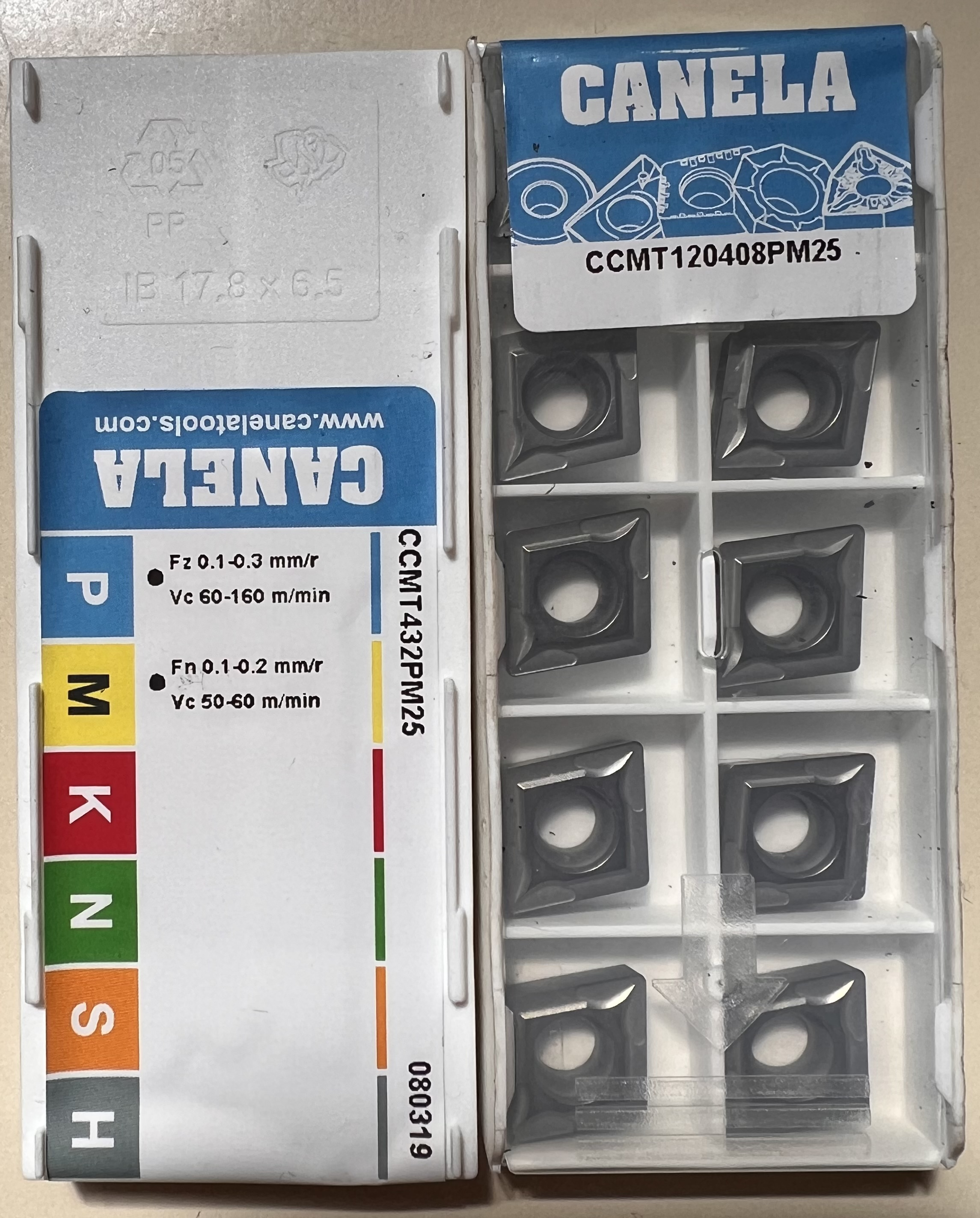
El fabricant descriu tant els grups de materials que poden mecanitzar-se òptimament amb aquestes plaquetes (P= acer M= acer inoxidable) com dos dels paràmetres de tall. En acer, aconsella una velocitat de tall Vc d'entre 60 m/min i 160 m/min. En acer inoxidable una Vc entre 50 i 60 m/min. També especifica el paràmetre de tall avanç (Fz)

Els fabricants d'eines de tall, en especial els de plaquetes sinteritzades, aconsellen que les eines de tall tinguin una velocitat de tall que faci que les eines proporcionin una durada d'uns 15 minuts en condicions de tall òptimes, tenint només en compte el temps de mecanitzat.
| Material de l'eina de tall             | Vc usual, mecanitzant acer (acer no inoxidable) amb duresa entre 140 i 200 HB |
| Acer al carboni                        | 10 m/min                                                                      |
| Acer ràpid (HSS)                       | 20 m/min                                                                      |
| Acer ràpid al cobalt (HSS+Co)          | 25 m/min                                                                      |
| Acer ràpid recobert de metall dur      | 50 m/min                                                                      |
| Metall dur (carbur de tungstè o wídia) | 100 m/min                                                                     |
| Metall dur recobert                    | 150 m/min                                                                     |
| Cermet (ceràmica + metall dur)         | 200 m/min                                                                     |
| Ceràmica                               | 500 m/min                                                                     |
| Diamant                                | 1.000 m/min                                                                   |

La fórmula per calcular la velocitat de tall a partir de les RPM és la següent:
{\displaystyle V_{c}\left(\mathrm {m \over min} \right)\ =\ {\frac {n\ \mathrm {(min^{-1})} \ \times \ \pi \times \ \mathrm {D_{c}(mm)} }{1000\left({mm \over m}\right)}}}
On  Vc   és la velocitat de tall, n és la velocitat de rotació de l'eina (RPM) i  Dc   és el diàmetre exterior de la peça.
La velocitat de tall és un paràmetre directament relacionat amb l'economia de mecanitzat.
Quan es vol tenir en compte la vida d'una eina hi ha tres paràmetres principals a considerar: la velocitat de tall, l'avanç i la profunditat de passada, essent Vc el paràmetre que més afecta la vida de l'eina i la profunditat de passada el que menys.

## Efectes de la velocitat de tall
- És el factor principal que determina la durada de l'eina, a més velocitat de tall, menys durada de l'eina o broca o fresolí o disc de serra.
- Afecta el consum de potència. A més Vc es necessita més potència.

 La velocitat de tall excessiva pot donar lloc a:
- Desgast molt ràpid del tall de l'eina
- Deformació plàstica del tall de l'eina, amb pèrdua de la dimensió esperada a la peça mecanitzada
- Mala qualitat del mecanitzat, amb qualitat superficial deficient

 La velocitat de tall massa baixa pot donar lloc a: 
- Formació de ferritja a la cara de l'eina que està mecanitzant anomenada superfície de despreniment (per designar aquesta casuística se sol fer servir l'acrònim anglès BUE, built up edge).
- Efecte negatiu sobre l'evacuació de ferritja
- Baixa productivitat
- Cost elevat del mecanitzat